# Ferdinand Gassina
Ferdinand Gassina (sinh ngày 13 tháng 11 năm 1992) là một cầu thủ bóng đá người Tchad. Anh có 11 lần ra sân chính thức và 7 lần ra sân không chính thức cho Đội tuyển bóng đá quốc gia Tchad.

## Sự nghiệp
Ferdinand khởi đầu sự nghiệp tại đội bóng Tchad Foullah Edifice. Anh có 2 lần giành chức vô địch quốc gia với Foullah, năm 2011 và 2013. 
Từ 2013, anh là thành viên của đội bóng Gabon Mangasport. Anh giành chức vô địch quốc gia Gabon mùa giải 2013-14.

## Sự nghiệp quốc tế
Ferdinand ra mắt cho Tchad vào ngày 17 tháng 11 năm 2010 trước Togo. Từ đó đến nay anh có 11 lần ra sân chính thức và 7 lần không chính thức cho Tchad.